# Páros műkorcsolya az 1980. évi téli olimpiai játékokon
Az 1980. évi téli olimpiai játékokon a műkorcsolya páros versenyszámát versenyszámát február 16. és 18. között rendezték. Az aranyérmet a szovjet Irina Rodnyina–Alekszandr Zajcev-kettős nyerte. A versenyszámban nem vett részt magyar páros.

## Eredmények
Kilenc bíró pontozta a versenyzőket. A pontok alapján a bírók mindegyikénél külön-külön kialakult egy sorrend, az egyes szakaszokban (kötelező elemek, kűr) és az összesítésnél is, ez egy helyezési pontszámot is jelentett. Az egyes szakaszok, valamint az összesítés eredménye a következő kritériumok alapján alakult ki:
1. „Többségi helyezések száma”. Az a versenyző végzett előrébb, akit a bírók többsége előrébb rangsorolt. A bírók többsége azt jelentette, hogy a legjobb 5 helyezést adó bíró helyezési pontszámait vették figyelembe, de ha az 5. bíró helyezésével még volt azonos helyezés, akkor az(oka)t is figyelembe vették. Ezt az adatot tartalmazza az oszlop. (Pl. a „6×3+” azt jelenti, hogy a versenyző 6 bírónál az első 3 hely valamelyikén végzett.)
2. „Többségi helyezések összege” (a figyelembe vett bírók helyezési pontszámainak összege)
3. „Helyezések összege” (az összes bíró helyezési pontszámainak összege)
4. „Pont” (az összes bíró által adott összpontszám)

### Rövid program
A rövid programot február 16-án rendezték.
| Hely. | Versenyzők                                                     | Többségi helyezések száma | Többségi helyezések összege | Helyezések összege | Pont  |
| ----- | -------------------------------------------------------------- | ------------------------- | --------------------------- | ------------------ | ----- |
| 1.    | Szovjetunió (URS)-1 · Irina Rodnyina · Alekszandr Zajcev       | 9×1+                      | 9,0                         | 9,0                | 41,96 |
| 2.    | Szovjetunió (URS)-2 · Marina Cserkaszova · Szergej Sahraj      | 9×2+                      | 18,0                        | 18,0               | 41,00 |
| 3.    | Szovjetunió (URS)-3 · Marina Pesztova · Sztanyiszlav Leonovics | 8×4+                      | 28,0                        | 33,0               | 39,84 |
| 4.    | NDK (GDR)-1 · Manuela Mager · Uwe Bewersdorff                  | 8×4+                      | 28,0                        | 33,0               | 39,72 |
| 5.    | Egyesült Államok (USA)-1 · Kitty Carruthers · Peter Carruthers | 6×5+                      | 27,0                        | 48,0               | 38,68 |
| 6.    | NDK (GDR)-2 · Sabine Baeß · Tassilo Thierbach                  | 7×6+                      | 40,0                        | 56,0               | 38,00 |
| 7.    | Egyesült Államok (USA)-2 · Sheryl Franks · Michael Botticelli  | 9×8+                      | 65,0                        | 65,0               | 37,24 |
| 8.    | NSZK (FRG) · Christina Riegel · Andreas Nischwitz              | 7×8+                      | 50,0                        | 68,0               | 36,60 |
| 9.    | Kanada (CAN) · Barbara Underhill · Paul Martini                | 9×9+                      | 74,0                        | 74,0               | 36,16 |
| 10.   | Ausztrália (AUS) · Elizabeth Cain · Peter Cain                 | 6×10+                     | 60,0                        | 93,0               | 34,00 |
| 11.   | Nagy-Britannia (GBR) · Susan Garland · Robert Daw              | 9×11+                     | 96,0                        | 96,0               | 33,76 |

### Kűr
A kűrt február 18-án rendezték.
| Hely. | Versenyzők                                                     | Többségi helyezések száma | Többségi helyezések összege | Helyezések összege | Pont   |
| ----- | -------------------------------------------------------------- | ------------------------- | --------------------------- | ------------------ | ------ |
| 1.    | Szovjetunió (URS)-1 · Irina Rodnyina · Alekszandr Zajcev       | 9×1+                      | 9,0                         | 9,0                | 105,30 |
| 2.    | Szovjetunió (URS)-2 · Marina Cserkaszova · Szergej Sahraj      | 8×2+                      | 16,0                        | 19,0               | 102,80 |
| 3.    | NDK (GDR)-1 · Manuela Mager · Uwe Bewersdorff                  | 5×3+                      | 15,0                        | 34,0               | 100,80 |
| 4.    | Szovjetunió (URS)-3 · Marina Pesztova · Sztanyiszlav Leonovics | 9×4+                      | 30,0                        | 30,0               | 101,30 |
| 5.    | Egyesült Államok (USA)-1 · Kitty Carruthers · Peter Carruthers | 6×5+                      | 28,0                        | 46,0               | 98,70  |
| 6.    | NDK (GDR)-2 · Sabine Baeß · Tassilo Thierbach                  | 6×6+                      | 30,0                        | 51,0               | 98,00  |
| 7.    | Egyesült Államok (USA)-2 · Sheryl Franks · Michael Botticelli  | 6×7+                      | 37,0                        | 62,0               | 96,60  |
| 8.    | NSZK (FRG) · Christina Riegel · Andreas Nischwitz              | 7×8+                      | 53,0                        | 71,0               | 95,10  |
| 9.    | Kanada (CAN) · Barbara Underhill · Paul Martini                | 9×9+                      | 78,0                        | 78,0               | 93,20  |
| 10.   | Nagy-Britannia (GBR) · Susan Garland · Robert Daw              | 9×10+                     | 90,0                        | 90,0               | 90,60  |
| 11.   | Ausztrália (AUS) · Elizabeth Cain · Peter Cain                 | 9×11+                     | 99,0                        | 99,0               | 87,30  |

### Végeredmény
| Helyezés | Versenyzők                                                     | Helyezési pontszámok bírónként | Helyezési pontszámok bírónként | Helyezési pontszámok bírónként | Helyezési pontszámok bírónként | Helyezési pontszámok bírónként | Helyezési pontszámok bírónként | Helyezési pontszámok bírónként | Helyezési pontszámok bírónként | Helyezési pontszámok bírónként | Több. hely. száma | Több. hely. össz. | Hely. össz. | Pont   |
| Helyezés | Versenyzők                                                     | 1                              | 2                              | 3                              | 4                              | 5                              | 6                              | 7                              | 8                              | 9                              | Több. hely. száma | Több. hely. össz. | Hely. össz. | Pont   |
| -------- | -------------------------------------------------------------- | ------------------------------ | ------------------------------ | ------------------------------ | ------------------------------ | ------------------------------ | ------------------------------ | ------------------------------ | ------------------------------ | ------------------------------ | ----------------- | ----------------- | ----------- | ------ |
| Arany    | Szovjetunió (URS)-1 · Irina Rodnyina · Alekszandr Zajcev       | 1,0                            | 1,0                            | 1,0                            | 1,0                            | 1,0                            | 1,0                            | 1,0                            | 1,0                            | 1,0                            | 9×1+              | 9,0               | 9,0         | 147,26 |
| Ezüst    | Szovjetunió (URS)-2 · Marina Cserkaszova · Szergej Sahraj      | 2,0                            | 3,0                            | 2,0                            | 2,0                            | 2,0                            | 2,0                            | 2,0                            | 2,0                            | 2,0                            | 8×2+              | 16,0              | 19,0        | 143,80 |
| Bronz    | NDK (GDR)-1 · Manuela Mager · Uwe Bewersdorff                  | 3,0                            | 5,0                            | 3,0                            | 4,0                            | 3,0                            | 4,0                            | 3,0                            | 3,0                            | 5,0                            | 5×3+              | 15,0              | 33,0        | 140,52 |
| 4.       | Szovjetunió (URS)-3 · Marina Pesztova · Sztanyiszlav Leonovics | 4,0                            | 2,0                            | 4,0                            | 3,0                            | 4,0                            | 3,0                            | 4,0                            | 4,0                            | 3,0                            | 9×4+              | 31,0              | 31,0        | 141,14 |
| 5.       | Egyesült Államok (USA)-1 · Kitty Carruthers · Peter Carruthers | 5,0                            | 4,0                            | 5,0                            | 5,0                            | 5,0                            | 6,0                            | 5,0                            | 5,0                            | 6,0                            | 7×5+              | 34,0              | 46,0        | 137,38 |
| 6.       | NDK (GDR)-2 · Sabine Baeß · Tassilo Thierbach                  | 6,0                            | 6,0                            | 7,0                            | 6,0                            | 7,0                            | 5,0                            | 6,0                            | 6,0                            | 4,0                            | 7×6+              | 39,0              | 53,0        | 136,00 |
| 7.       | Egyesült Államok (USA)-2 · Sheryl Franks · Michael Botticelli  | 7,0                            | 7,0                            | 6,0                            | 7,0                            | 6,0                            | 8,0                            | 8,0                            | 7,0                            | 8,0                            | 6×7+              | 40,0              | 64,0        | 133,84 |
| 8.       | NSZK (FRG) · Christina Riegel · Andreas Nischwitz              | 8,0                            | 8,0                            | 8,0                            | 9,0                            | 9,0                            | 7,0                            | 7,0                            | 8,0                            | 7,0                            | 7×8+              | 53,0              | 71,0        | 131,70 |
| 9.       | Kanada (CAN) · Barbara Underhill · Paul Martini                | 9,0                            | 9,0                            | 9,0                            | 8,0                            | 8,0                            | 9,0                            | 9,0                            | 9,0                            | 8,0                            | 9×9+              | 78,0              | 78,0        | 129,36 |
| 10.      | Nagy-Britannia (GBR) · Susan Garland · Robert Daw              | 10,0                           | 10,0                           | 10,0                           | 10,0                           | 11,0                           | 10,0                           | 10,0                           | 10,0                           | 10,0                           | 8×10+             | 80,0              | 91,0        | 124,36 |
| 11.      | Ausztrália (AUS) · Elizabeth Cain · Peter Cain                 | 11,0                           | 11,0                           | 11,0                           | 11,0                           | 10,0                           | 11,0                           | 11,0                           | 11,0                           | 11,0                           | 9×11+             | 98,0              | 98,0        | 121,30 |